# F1-hybride
F1-hybride is een plant of dier dat via veredeling is voortgebracht, door inteelt en kruising te combineren. Dit levert een gelijkmatig groeiend gewas of dier op met een hoge opbrengst en grote uniformiteit, dat zichzelf echter niet effectief kan voortplanten. In de praktijk van de Nederlands landbouw worden veel hybride rassen gebruikt. Zo komen in Nederland alle eieren in de handel van F1-hybride kippenrassen. Een Chiko F1-hybride kool bijvoorbeeld is een Chinese kool met lange, goedgesloten dikke kroppen.
Het alternatief voor een F1-hybride ras is een zaadvast ras, een ras dat op de klassieke manier van veredeling is ontstaan door kruisen en selecteren. Bij een zaadvast ras komen uit het zaad planten of dieren voort met ongeveer dezelfde eigenschappen als de ouders. De voorplantingscyclus kan dus eindeloos worden voortgezet, van generatie op generatie. Bij een hybride ras is dit niet het geval, de nakomelingen kunnen afwijkende eigenschappen hebben. Daarom is het zaad van een F1-hybride niet bruikbaar in de landbouwpraktijk. Met de F1-hybride wordt de voortplantingscyclus dus doorbroken.
Hybride rassen bestaan relatief nog zeer kort, ze zijn vooral ontwikkeld en populair geworden in de 20e eeuw in de westerse landbouw, vooral na 1950. Hybride rassen zijn daardoor vooral geselecteerd voor intensieve productie met behulp van chemische hulpstoffen als kunstmest, herbiciden en insecticiden. Voorheen zijn in de geschiedenis van de landbouw de zaadvaste rassen altijd de basis van de landbouw geweest, in traditionele landbouwgebieden zijn ze dat nog steeds.
Hybride veredeling werkt als volgt. Door inteelt in twee families planten of dieren wordt eerst gezorgd dat een aantal uiteenlopende positieve eigenschappen is vastgelegd in homogeen erfelijk materiaal. De eigenschappen van de twee families vullen elkaar aan. Vervolgens worden deze twee families (lijnen) gekruist. Daarmee worden de positieve eigenschappen van twee ouderplanten in de F1-hybride gecombineerd. Door heterosis worden deze eigenschappen bovendien versterkt. F1 staat dus voor de eerste nakomeling van twee inteeltlijnen na kruisbestuiving (de F staat voor filius, Latijn voor zoon).
Het voordeel voor boeren is dat deze hybride nakomelingen diverse goede eigenschappen combineren en meer opbrengen. De homogeniteit van de eigenschappen kan zowel een voordeel als een nadeel zijn. Bij voorspelbare en controleerbare omstandigheden is homogeniteit een voordeel. Maar bij wisselende omstandigheden is homogeniteit juist een zwakte. In de biologische landbouw bijvoorbeeld zijn robuuste rassen met een zekere heterogeniteit wenselijk, hybrides zijn gevoeliger voor wisselende omstandigheden, wat een risico voor de productie betekent.
Zaad van F1-hybriden is vaak prijzig, omdat ze door gespecialiseerde veredelingsbedrijven worden ontwikkeld. Het heeft echter geen zin voor de hovenier om zelf  zaad van een F1-hybride te winnen. De volgende generatie geeft namelijk een heel wisselend uiterlijk en ook een wisselende kwaliteit. Een nadeel voor boeren is dus dat ze het zaad van de hybriden niet zelf kunnen vermeerderen. Voor de veredelingsbedrijven is dat juist gunstig: de boeren moeten het zaad elk jaar opnieuw kopen en de veredelingsbedrijven kunnen zo hun intellectuele eigendomsrechten op de zaden veel makkelijker doen gelden dan bij zaadvaste rassen.